# Juraj Faith
Juraj Faith (* 14. März 1976 in Košice, Tschechoslowakei) ist ein slowakischer Eishockeyspieler, der seit 2013 bei Miskolci Jegesmedvék JSE in der MOL Liga unter Vertrag steht.

## Karriere
Juraj Faith begann seine Karriere als Eishockeyspieler in seiner Heimatstadt beim HC Košice, für den er von 1994 bis 1998 in der slowakischen Extraliga aktiv war, wobei er für deren Ligarivalen HK Spišská Nová Ves und den Zweitligisten VTJ MEZ Michalovce spielte. Für Nová Ves lief der Angreifer in der Saison 1998/99 ausschließlich auf, ehe er zum HC Mulhouse in die französische Division 1 wechselte, mit dem er in der Saison 2000/01 den Aufstieg in die Ligue Magnus erreichte. Im Sommer 2003 wurde der Slowake vom DEL-Aufsteiger Wölfe Freiburg unter Vertrag genommen, den er nach deren direkten Abstieg verließ. Nachdem der Linksschütze von 2004 bis 2006 für den HK ŠKP Poprad in der Extraliga auf dem Eis stand, kehrte er zu seinem Heimatverein HC Košice zurück, mit dem er in der Saison 2008/09 erstmals in seiner Laufbahn Slowakischer Meister wurde.
Im Januar 2010 wurde er vom HC Košice aus disziplinarischen Gründen entlassen und kurze Zeit später von seinem Ex-Club, dem HK Poprad, unter Vertrag genommen. Im Sommer 2010 bekam er einen Vertrag beim HC Litvinov in Tschechien, der jedoch nach sechs Testspielen aufgelöst wurde. Anfang September, kurz vor Saisonstart, wurde er vom HKm Zvolen verpflichtet, aber schon Mitte Oktober wieder entlassen. Zwischen Oktober und Dezember des gleichen Jahres absolvierte er 15 Spiele für den MHC Martin, bevor er erneut entlassen wurde. Bis zum Ende der Saison 2010/11 spielte er für den Zweitligisten HK Dukla Michalovce und den MsHK Žilina in der Extraliga. In der Saison 2011/12 stand Faith bei Manchester Phoenix in der English Premier Ice Hockey League unter Vertrag, ehe er im Frühsommer 2012 zum EHC Freiburg in die Oberliga wechselte.
Seit Juli 2013 ist er bei den Eisbären des Miskolci Jegesmedvék JSE in der MOL Liga aktiv.

## Erfolge und Auszeichnungen
- 2001 Aufstieg in die Ligue Magnus mit dem HC Mulhouse
- 2009 Slowakischer Meister mit dem HC Košice

## DEL-Statistik
(Stand: Ende der Saison 2010/11)